# Suzuki GSX-R600
La Suzuki GSX-R600 es una motocicleta de tipo deportiva fabricada por Suzuki desde 1993 hasta la actualidad.

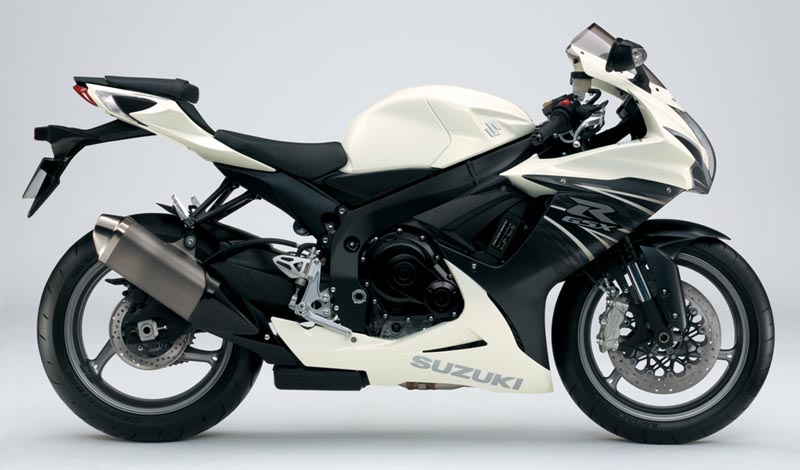

## Cambios a partir del modelo 2012[3]
La Suzuki GSX-R 600 de 2012 emplea pistones forjados ligeros y de mejor duración, que los modelos anteriores, diseñados mediante el mismo MEF (Método de los elementos finitos) y tecnología de análisis de fatiga de la empleada para desarrollar los motores de carreras de MotoGP. Faldas más cortas y estrechas, alojamientos de bulón más estrechos y bulones más cortos contribuyen a conseguir que cada conjunto de pistón sea 78 gramos más ligero que el modelo anterior, reduciendo pérdidas mecánicas mientras se mejora la respuesta al acelerar.
Las válvulas de admisión de titanio de la Suzuki GSX-R 600 2012 miden 27,2 mm de diámetro, mientras que las válvulas de escape en titanio miden 22,0 mm de diámetro. Nuevo perfil del árbol de levas proporcionan una curva de alzada de válvula que mejora la respuesta al acelerador, el par a medias rpms y la potencia máxima mientras que también previene del sobreesfuerzo del muelle de válvula a altas rpms. Los perfiles de levas han sido diseñados usando una avanzada tecnología desarrollada por los ingenieros de Suzuki en los motores de competición de MotoGP.
La Suzuki GSX-R 600 2012  no tiene que ser revolucionada tanto a la hora de acelerar enérgicamente desde parado.

### Suspensión y Frenos
Suzuki GSX-R 600 2012 tiene el sistema de suspensión delantera invertida BPF (Big Piston Front-fork), desarrollado por Showa. Las horquillas delanteras convencionales emplean un cartucho cerrado montado en el interior de la barra en cada lado y suelen incorporar un pistón de 20 mm para controlar la amortiguación.
Suzuki GSX-R 600 2012 está equipada con discos de freno delanteros totalmente flotantes de 310 mm y nuevas pinzas monobloque Brembo de 4 pistones con anclaje radial. Los pistones de 32 mm de las pinzas están dispuestos para fomentar un desgaste uniforme de las pastillas, mediante una compensación de los pistones colgantes con respecto al centro de la pastilla. El diseño monobloque de las nuevas pinzas las hace más ligeras y más rígidas y el área de pistón incrementada, mejoran las prestaciones de frenado ofreciendo un funcionamiento más consistente y mejor tacto en la maneta.
Compacta y ligera instrumentación instalada en la Suzuki GSX-R 600 2012 viene equipada de serie con un cronómetro integrado de tiempos por vuelta mediante pulsador y un indicador secuencial de rpm del motor programable. Estos dos nuevos equipamientos pueden ser muy útiles en tandas en pista o durante carreras para aficionados.

### Carrocería
Suzuki GSX-R 600 2012 equipa un diseño de carrocería más aerodinámico y compacto. Fue desarrollada en el túnel de viento con el piloto en su lugar. El trabajo en esta área ha concluido trayéndonos una GSX-R más pequeña, con una carrocería más simple y ligera y sin pérdida de ninguna eficacia aerodinámica.

### Neumáticos
- Neumático delantero: 120/70ZR-17M/C (58W)
- Neumático trasero: 180/55ZR-17M/C (73W)

### Colores
- Azul Tritón Metalizado / Blanco Cristal Jaspeado (GLR)
- Negro Mate Metalizado 2 / Blanco Perla Mirage (JDT
- Negro Brillante Glaseado (YVB)
- Glass Sparkle Black / Rojo Sangre (44X)